# Amakusa Airlines
Amakusa Airlines Co., Ltd. (nihongo 天草エアライン株式会社|Amakusa Earain Kabushiki-gaisha) es una aerolínea con base en Amakusa, Prefectura de Kumamoto, Japón. Efectúa vuelos regionales desde y hacia Amakusa. Su base de operaciones principal es el Aeródromo de Amakusa, con una base secundaria en el Aeropuerto de Kumamoto.

## Historia
La aerolínea fue fundada el 9 de octubre de 1998 y comenzó a operar el 23 de marzo de 2000, con vuelos desde Amakusa a Fukuoka y Kumamoto. Es propiedad del gobierno municipal (80% stake) y Japan Airlines.

## Flota

### Flota Actual

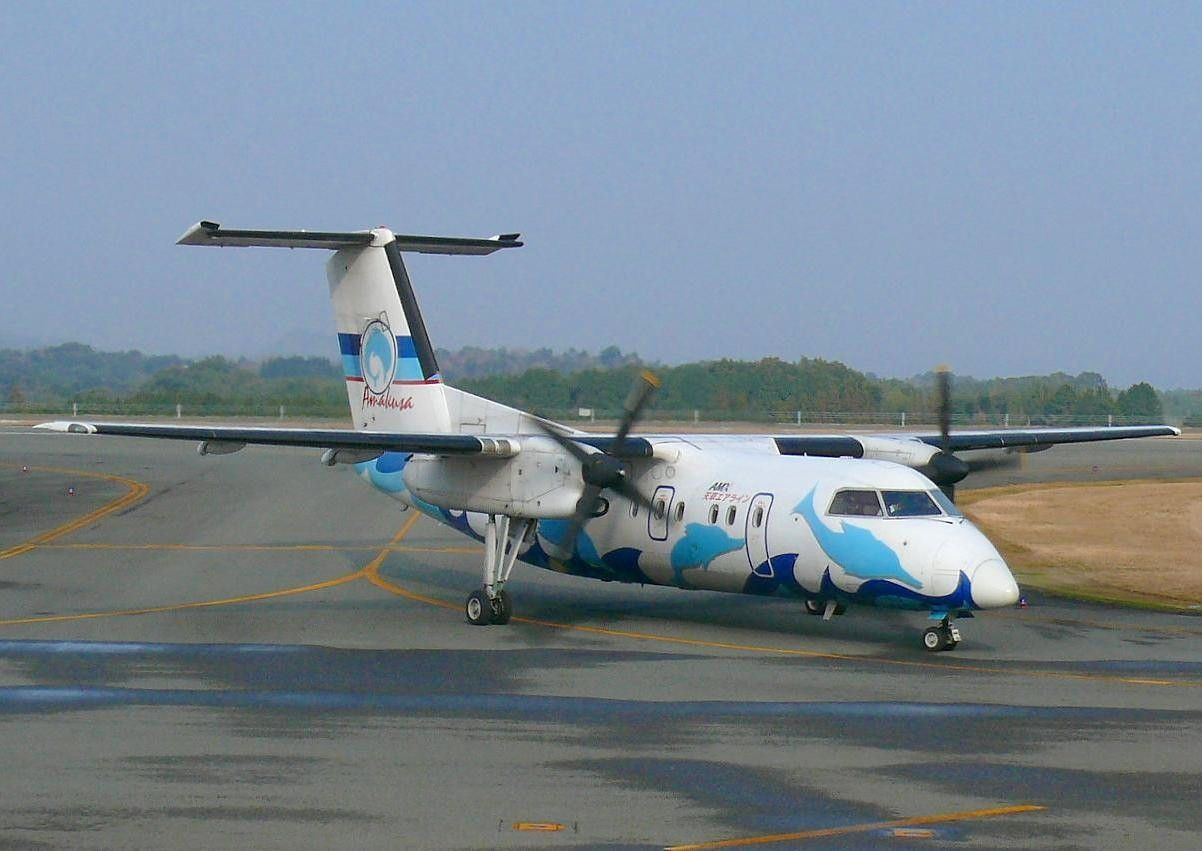
DHC-8 en el aeródromo de Amakusa.

La flota de Amakusa Airlines incluye los siguientes aviones, con una edad media de 7.9 años (a junio de 2023):
| ATR 42-600 | 1 | — |  |  |  |  |
| Total      | 1 | — |  |  |  |  |